# Yellow, Black and White
Yellow, Black and White Group — российская компания, занимающаяся производством телепрограмм, сериалов и кинофильмов. Основным партнёром компании с 2008 по 2017 год и с 2021 года является телеканал СТС, а в 2018—2020 гг. — канал «Супер», но студия также производила контент для «Первого канала», «России-1», «НТВ» и других телеканалов.
Самыми известными телепроектами компании являются ситкомы «Папины дочки», «Кухня», «Отель Элеон» и «Ивановы-Ивановы», скетч-шоу «Даёшь молодёжь!» и «6 кадров», юмористическое шоу «Уральские пельмени». Среди наиболее успешных кинофильмов студии — «Кухня в Париже», «Кухня. Последняя битва», франшиза «Последний богатырь», «Холоп», «Отель „Белград“», «Чебурашка», «Вызов» и «Холоп 2».
С 2017 года студия входит в число кинокомпаний-лидеров, чьи проекты в приоритетном порядке финансируются «Фондом кино». Совокупный бокс-офис фильмов YBW составляет более 10 млрд рублей. В 2023 году компания Yellow, Black and White получила специальный приз «За ежегодное достижение кинорекордов» от Ассоциации продюсеров кино и телевидения.

## Название
Название продюсерской компании произошло от названия их первой передачи — «YBW Show» (выходила на казахстанском телевидении). Аббревиатура YBW расшифровывается как Yellow, Black and White (пер. с англ. — жёлтый, чёрный и белый). Эти три цвета символизируют собой три расы: в «YBW Show» ведущими были калмык с казахскими корнями Сангаджи Тарбаев (жёлтый, монголоидная раса), африканец Эндрю Мвай (чёрный, негроидная раса) и русский Станислав Ярушин (белый, европеоидная раса).

## История

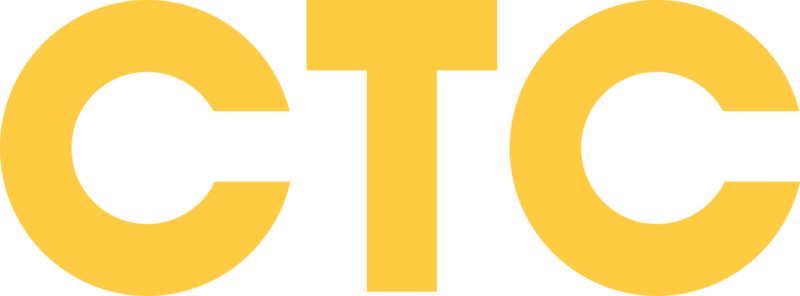
Телеканал «СТС» — главный партнёр компании с 2008 по 2017 год и с 2021 года

- Выходцы из команды КВН РУДН Сангаджи Тарбаев и Эдуард Илоян в 2007 году запустили на казахстанском канале КТК развлекательный телевизионный проект «YBW Show»[16] производства специально созданной компании Yellow, Black and White. В 2008 году форматом программы заинтересовался российский телеканал СТС (так появились «Цвет нации», позже «Лига наций»)[17].
- В 2009 году Yellow, Black and White запустила молодёжный интернет-сайт molodejj.tv. Помимо телесериалов, на сайте представлены эксклюзивные материалы, не вошедшие в эфир телеканалов, музыкальные видеоклипы и многое другое. С 2011 года, несмотря на то, что основную часть телепередач на сайте всё ещё составляли продукты «YBW Group», на molodejj.tv выкладывались и телепередачи группы компаний «Красный квадрат»[18], которая на тот момент выкупила 50 % видеоресурса. Другая половина доли принадлежала «YBW Group». В 2012 году molodejj.tv перешёл под спонсорскую опеку сейлз-хауса «Газпром-Медиа Digital». В конце октября 2014 года «Красный квадрат» вышел из состава «Molodejj.tv»[19].
- В 2011 году к продюсерской компании присоединились Виталий Шляппо и Алексей Троцюк, ставшие генеральными продюсерами проектов. В 2013 году генпродюсер Сангаджи Тарбаев покинул компанию[2].
- В 2014 году, после успеха с полнометражными фильмами, была создана дочерняя компания Films Forever. Компания занималась созданием фильмов отдельно от материнской компании[2].
- В октябре 2017 года Yellow, Black and White запустила онлайн-кинотеатр Start[20][21]. 26 % ООО «Старт Медиа» (юридическое лицо, представляющее кинотеатр) изначально принадлежали Solaris Promo Production Pte Ltd из Сингапура (к тому времени у неё сменился владелец)[22], через месяц эта доля перешла к образованной кипрской компании TCT Production Ltd. В декабре ООО «Парнас-Медиа», на 100 % принадлежащее ООО «Газпром-медиа Развлекательное телевидение» (ГПМ РТВ), стало единственным владельцем TCT Production. Тем самым, «Газпром-медиа Холдинг» являлся непрямым совладельцем кинотеатра Start[23]. В конце 2020 года доля «Газпром-медиа» перешла к компании «Фильмы навсегда», остальные 74 % контролирует ООО «Диджитал медиа холдинг», непрямым совладельцем которого является сотовый оператор «Мегафон»[24].
- 1 января 2018 года был запущен телеканал «Супер», входящий в «Газпром-медиа», над созданием которого работала часть ушедших из Yellow, Black and White сотрудников (см. раздел «Сотрудничество»). Основу сетки канала должны были составлять готовые проекты «YBW Group» для телеканалов медиахолдинга «СТС Медиа», однако в ноябре 2017 года холдинг выкупил свою библиотеку обратно, и в итоге на «Супер» стали транслироваться зарубежные фильмы и сериалы (первым из них стал «Спасатели Малибу»), а также повторы сериалов и скетч-шоу ТНТ («Саша+Маша», «Деффчонки», «Женская лига» и др.). На телеканале «Супер» были показаны проекты, изначально заказанные у Yellow, Black and White каналом СТС (телесериал «Фитнес» и скетчком «Смешное время»), а производством новых занималась непосредственно TCT Production[25]. С осени 2020 года переформатированием канала вместо команды из YBW занимается генеральный директор телеканала «Пятница!» Николай Картозия, 1 февраля 2021 года канал сменил название на «Суббота!»[26].
- В 2020 году YBW, студия «Союзмультфильм» и телеканалы «Россия 1» и СТС заявили о съёмках полнометражного фильма о Чебурашке с бюджетом не менее 600 млн руб., где главного героя создали с помощью компьютерной графики[27].
- В сентябре 2020 года госкорпорация «Роскосмос» объявила о создании совместного фильма с «Первым каналом» и Yellow, Black and White. Впервые в истории компании на Международной космической станции сняли художественный фильм под названием «Вызов»[28][29].
- С августа 2021 года YBW возобновила сотрудничество с СТС, на котором начал транслироваться сериал «Гранд», ранее выходивший на видеосервисе Start и канале «Супер»[3].

## Руководство
- Генеральный продюсер и председатель совета директоров — Эдуард Илоян[30]
- Генеральные продюсеры и члены совета директоров — Денис Жалинский, Виталий Шляппо и Алексей Троцюк[31]
- Директор по производству — Михаил Ткаченко
- Директор по маркетингу, генеральный директор компании — Александр Ильин[32]
- Исполнительные продюсеры — Евгений Казаков, Александр Остапюк
- Креативные продюсеры — Василий Куценко, Аслан Гугкаев, Алексей Татаренко, Алексей Михнович, Юлия Клименко, Алексей Акимов, Константин Иванов, Гарри Гупаленко, Татьяна Гончарова, Нжде Айрапетян, Станислав Гунько, Александр Завгородний

## Телесериалы
| Название                       | Дата выпуска                     | Телеканалы               | Жанр                 |
| ------------------------------ | -------------------------------- | ------------------------ | -------------------- |
| «Однажды в милиции»            | 15 марта—28 сентября 2010        | ДТВ                      | комедия              |
| «Игрушки»                      | 5 апреля—16 июля 2010            | СТС                      | комедия              |
| «Светофор»                     | 28 марта 2011—8 января 2018      | СТС, Че                  | комедия              |
| «Девичья охота»                | 16 октября 2011—30 января 2012   | Интер                    | мелодрама            |
| «Кто, если не я?»              | 19 марта—26 апреля 2012          | Домашний                 | мелодрама            |
| «Папины дочки» (19—20 сезоны)  | 3 сентября 2012—30 апреля 2013   | СТС                      | комедия              |
| «Кухня»                        | 22 октября 2012—31 марта 2016    | СТС                      | комедия              |
| «Местные новости»              | 16 марта—6 апреля 2013           | Россия-1                 | комедия              |
| «Думай как женщина»            | 15 апреля—30 мая 2013            | СТС                      | драмеди              |
| «Последний из Магикян»         | 16 сентября 2013—7 октября 2015  | СТС                      | комедия              |
| «Два отца и два сына»          | 21 октября 2013—7 сентября 2016  | СТС                      | комедия              |
| «Братья по обмену»             | 11 ноября 2013—25 декабря 2014   | Россия-1                 | комедия              |
| «Корабль»                      | 13 января 2014—30 апреля 2015    | СТС                      | фантастическая драма |
| «Неформат»                     | 3 марта—27 апреля 2014           | СТС                      | драмеди              |
| «Анжелика»                     | 15 сентября 2014—26 февраля 2015 | СТС                      | комедия              |
| «Сын за отца»                  | 5—14 ноября 2014                 | Россия-1                 | криминальная драма   |
| «Папа на вырост»               | 2—19 марта 2015                  | СТС                      | комедия              |
| «Родители»                     | 28 июня 2015—16 ноября 2020      | Россия-1, Супер          | комедия              |
| «Как я стал русским»           | 2 ноября—2 декабря 2015          | СТС                      | комедия              |
| «Мамочки»                      | 7 декабря 2015—7 марта 2017      | СТС                      | комедия              |
| «Крыша мира»                   | 28 марта 2016—30 марта 2017      | СТС                      | комедия              |
| «Отель Элеон»                  | 28 ноября 2016—21 декабря 2017   | СТС                      | комедия              |
| «Стройка»                      | 2—8 января 2017                  | НТВ                      | комедия              |
| «Бесстыдники»                  | 24 сентября—10 декабря 2017      | НТВ                      | мелодрама            |
| «Ивановы-Ивановы» (1—2 сезоны) | 16 октября 2017—26 апреля 2018   | СТС                      | комедия              |
| «Бумеранг»                     | 16—26 октября 2017               | Россия-1                 | мелодрама            |
| «Вне игры»                     | 28 мая 2018—14 ноября 2019       | Супер                    | спортивная драма     |
| «Бывшие»                       | 4 июня 2018—11 марта 2021        | Первый канал, ТНТ, Start | мелодрама            |
| «Тобол»                        | 26 октября—5 ноября 2020         | Первый канал             | историческая драма   |

### Веб-сериалы
| Название                       | Дата выпуска                   | Сервис  | Жанр                 |
| ------------------------------ | ------------------------------ | ------- | -------------------- |
| «Лапси»                        | 9 февраля 2018—21 февраля 2019 | Start   | мистический триллер  |
| «Гранд»                        | 9 августа 2018—2 октября 2021  | Start   | комедия              |
| «Фитнес»                       | 1 октября 2018—17 августа 2021 | Start   | комедия              |
| «Лучше, чем люди»              | 23 ноября 2018—1 марта 2019    | Start   | фантастика           |
| «ИП Пирогова»                  | 9 февраля 2019—30 августа 2022 | Start   | комедия              |
| «Гоша»                         | 18 января—10 февраля 2020      | Start   | комедия              |
| «Война семей»                  | 10 февраля 2020—7 мая 2021     | Premier | ситком               |
| «257 причин, чтобы жить»       | 26 марта 2020—21 января 2021   | Start   | ситком               |
| «Надежда»                      | 18 июня—6 августа 2020         | Start   | драма                |
| «Большая секунда»              | 6 августа—10 сентября 2021     | Start   | комедийная мелодрама |
| «Последний богатырь. Наследие» | С 27 сентября 2024             | Start   | фэнтези, приключения |

## Телепрограммы
| Название                              | Дата выпуска                     | Ведущие                                                                              | Телеканалы                  | Жанр                            |
| ------------------------------------- | -------------------------------- | ------------------------------------------------------------------------------------ | --------------------------- | ------------------------------- |
| «Цвет нации» (позже «Лига наций»)     | 7 марта—21 июня 2008             | Сангаджи Тарбаев, Станислав Ярушин                                                   | СТС                         | юмористические соревнования     |
| «СТС в гостях у Михаила Задорнова»    | 28 декабря 2008                  | Михаил Задорнов                                                                      | СТС                         | юмористический концерт          |
| «Даёшь молодёжь!»                     | 6 марта 2009—8 сентября 2013     | —                                                                                    | СТС                         | скетчком                        |
| «Видеобитва»                          | 5 сентября 2009—3 ноября 2010    | Михаил Башкатов, Маруся Зыкова (до 08.10.2010), Анжелика Каширина (15.10-03.11.2010) | СТС                         | конкурс видеороликов            |
| «Шоу „Уральских пельменей“»           | 18 октября 2009—27 мая 2016      | Сергей Нетиевский, позже Сергей Исаев                                                | СТС                         | юмористические концерты         |
| «Одна за всех»                        | 2 ноября 2009—4 января 2017      | —                                                                                    | Домашний, СТС, Первый канал | скетчком                        |
| «Неоплачиваемый отпуск»               | 8 ноября 2009—6 марта 2010       | Олег Попов, Елена Орлова                                                             | СТС                         | дорожное реалити-шоу            |
| «Слава Богу, ты пришёл!» (4 сезон)    | 15 апреля—29 мая 2010            | Михаил Шац, Андрей Ургант                                                            | СТС                         | юмористическое шоу импровизаций |
| «6 кадров — 5 лет». Юбилейный концерт | 2 мая 2010                       | Михаил Шац                                                                           | СТС                         | юмористический концерт          |
| «Битва под Москвой»                   | 13 июня 2010—17 апреля 2011      | —                                                                                    | ДТВ                         | кикбоксинг                      |
| «Украинский квартал»                  | 16 октября 2010—10 апреля 2011   | Владимир Зеленский                                                                   | СТС                         | юмористическое шоу              |
| «Случайные связи»                     | 19 ноября 2010—8 апреля 2011     | Михаил Шац                                                                           | СТС                         | юмористическое шоу              |
| «Мосгорсмех»                          | 5 июня—21 сентября 2011          | —                                                                                    | СТС                         | скетчком                        |
| «Нереальная история»                  | 18 сентября 2011—2 августа 2013  | —                                                                                    | СТС                         | скетчком                        |
| «Люди Хэ»                             | 4 декабря 2011—18 июня 2013      | Александр Ревва                                                                      | СТС                         | пародия на паранормальные шоу   |
| «6 кадров» (7-8 сезоны)               | 7 сентября 2012—3 марта 2015     | —                                                                                    | СТС                         | скетчком                        |
| «МясорУПка»                           | 28 сентября 2012—17 февраля 2013 | Максим Ярица                                                                         | СТС                         | юмористическое шоу талантов     |
| «Рецепт на миллион»                   | 15 марта—12 июля 2014            | Дмитрий Назаров                                                                      | СТС                         | кулинарное шоу                  |
| «17+»                                 | 7—31 июля 2014                   | —                                                                                    | ТЕТ                         | скетчком                        |
| «Это любовь»                          | 23 марта 2015—22 декабря 2016    | —                                                                                    | СТС                         | скетчком                        |
| «Трудно быть боссом»                  | 13 мая—24 июня 2018              | Елизавета Гамбург                                                                    | НТВ                         | реалити-шоу                     |
| «Смешное время»                       | 10—20 сентября 2018              | —                                                                                    | Супер                       | скетчком                        |
| «Короче»                              | 8 июня—21 декабря 2019           | —                                                                                    | Супер                       | скетчком                        |

## Кино
| Фильм                                       | Дата выхода в прокат | Прокатчик             | Сборы в России и СНГ | Дата премьеры на ТВ | Телеканал | Рейтинг/ доля |
| ------------------------------------------- | -------------------- | --------------------- | -------------------- | ------------------- | --------- | ------------- |
| Со мною вот что происходит                  | 6 декабря 2012       | «Другое кино»         | 0,583 млн руб.       | 23 декабря 2012     | Первый    | 2.9/ 8.7      |
| Кухня в Париже                              | 1 мая 2014           | «Централ Партнершип»  | 501 млн руб.         | 12 октября 2014     | СТС       | 3.7/ 10.4     |
| Любит не любит                              | 4 декабря 2014       | «Централ Партнершип»  | 132 млн руб.         | 15 марта 2015       | Первый    | 3.3/ 11.0     |
| Без границ                                  | 22 октября 2015      | «WDSSPR»              | 203 млн руб.         | 13 февраля 2016     | СТС       | 1.9/ 9.4      |
| Страна чудес                                | 1 января 2016        | «WDSSPR»              | 313 млн руб.         | 4 января 2017       | Первый    | 4.3/ 12.3     |
| Ставка на любовь                            | 11 февраля 2016      | «Централ Партнершип»  | 24 млн руб.          | 10 февраля 2020     | СТС       | нет данных    |
| СуперБобровы                                | 17 марта 2016        | «WDSSPR»              | 274 млн руб.         | 13 декабря 2016     | СТС       | 3.1/ 9.0      |
| Гуляй, Вася!                                | 16 февраля 2017      | «Централ Партнершип»  | 257 млн руб.         | 29 августа 2017     | СТС       | 2.4/ 10.4     |
| Везучий случай                              | 16 марта 2017        | «Каропрокат»          | 123 млн руб.         | 31 августа 2017     | СТС       | 2.5/ 11.1     |
| Кухня. Последняя битва                      | 20 апреля 2017       | «Централ Партнершип»  | 334 млн руб.         | 28 августа 2017     | СТС       | 3.1/ 13.9     |
| Последний богатырь                          | 26 октября 2017      | «WDSSPR»              | 1672 млн руб.        | 1 января 2018       | Россия-1  | 11.8/ 32.2    |
| СуперБобровы. Народные мстители             | 20 октября 2018      | «WDSSPR»              | 185 млн руб.         | 1 января 2019       | Россия-1  | 4.3/ 16.3     |
| Завод                                       | 7 февраля 2019       | «Централ Партнершип»  | 35 млн руб.          | —                   | —         | —             |
| Тобол                                       | 21 февраля 2019      | «Централ Партнершип»  | 137 млн руб.         | 21 ноября 2021      | Первый    | 1.6/ 7.6      |
| Трезвый водитель                            | 21 марта 2019        | «WDSSPR»              | 214 млн руб.         | 21 сентября 2019    | ТНТ       | 1.6/ 10.0     |
| Сторож                                      | 24 октября 2019      | «Кинопоиск»           | 6 млн руб.           | —                   | —         | —             |
| Холоп                                       | 26 декабря 2019      | «Централ Партнершип»  | 3069 млн руб.        | 4 ноября 2020       | Россия-1  | 7.6/ 25.9     |
| Отель «Белград»                             | 5 марта 2020         | «Централ Партнершип»  | 440 млн руб.         | 29 августа 2020     | ТНТ       | 1.2/ 9.3      |
| Последний богатырь: Корень зла              | 1 января 2021        | «Walt Disney Studios» | 2049 млн руб.        | 1 января 2022       | Россия-1  | 7.6/ 26.9     |
| Последний богатырь: Посланник тьмы          | 23 декабря 2021      | «Walt Disney Studios» | 2265 млн руб.        | 1 января 2023       | Россия-1  | 7.8/ 25.3     |
| Отчаянные дольщики                          | 28 апреля 2022       | «Централ Партнершип»  | 62 млн руб.          | 3 июля 2023         | ТНТ       | нет данных    |
| Бывшие. Happy End                           | 22 декабря 2022      | «Централ Партнершип»  | 181 млн руб.         | 14 июля 2024        | СТС       | нет данных    |
| Чебурашка                                   | 1 января 2023        | «Централ Партнершип»  | 7025 млн руб.        | 1 января 2024       | Россия-1  | 10.2/ 33.3    |
| О чём говорят мужчины. Простые удовольствия | 2 февраля 2023       | «Централ Партнершип»  | 292 млн руб.         | —                   | —         | —             |
| Поехавшая                                   | 8 марта 2023         | «Централ Партнершип»  | 513 млн руб.         | 18 ноября 2023      | СТС       | нет данных    |
| Вызов                                       | 20 апреля 2023       | «Централ Партнершип»  | 2001 млн руб.        | 1 января 2024       | Первый    | 5.2/ 17.4     |
| Дыхание                                     | 22 июня 2023         | «Централ Партнершип»  | 113 млн руб.         | 24 мая 2024         | Первый    | нет данных    |
| Страсти по Матвею                           | 19 октября 2023      | «НМГ Кинопрокат»      | 80 млн руб.          | 17 мая 2024         | Первый    | 2.6/ 13.9     |
| Холоп 2                                     | 1 января 2024        | «Централ Партнершип»  | 3814 млн руб.        | 1 января 2025       | Россия-1  | 6.4/ 22.4     |
| Конец славы                                 | 1 февраля 2024       | «Централ Партнершип»  | 316 млн руб.         | 19 января 2025      | СТС       | нет данных    |
| Любовь со второго взгляда                   | 7 марта 2024         | «НМГ Кинопрокат»      | 61 млн руб.          | —                   | —         | —             |
| Руки вверх!                                 | 10 октября 2024      | «Централ Партнершип»  | 951 млн руб.         | —                   | —         | —             |
| Один день в Стамбуле                        | 28 ноября 2024       | «Централ Партнершип»  | 175 млн руб.         | —                   | —         | —             |
| Финист. Первый богатырь                     | 1 января 2025        | «НМГ Кинопрокат»      | 2789 млн руб.        | —                   | —         | —             |

## Основные показатели
По данным базы «СПАРК-Интерфакс», выручка Yellow, Black and White в 2008 году составила 58,3 млн рублей, чистый убыток — 17,2 млн рублей. В 2009 году выручка компании составила 36 млн рублей, чистая прибыль — 3,6 млн рублей. По итогам 2012 года выручка выросла до 1,8 млрд рублей, в 2015 году — до 3 млрд рублей.
Оборот компании в 2013 году составил 2,3 млрд рублей.

## Сотрудничество
В октябре 2013 года компания подписала соглашение о совместном продюсировании фильмов и телесериалов с крупнейшей российской кинокомпанией «Централ Партнершип». За это время партнеры планируют создать 10-15 проектов, как на большом экране, так и для телеаудитории.

Мы очень рады приобрести в лице Yellow, Black and White надежного партнёра. Я уверен, что объединение опыта Yellow, Black and White в создании комедийных телевизионных продуктов и нашей многолетней и разносторонней экспертизы в теле- и кинобизнесе приведет к созданию новых ярких и любимых зрителем проектов— Армен Давитян, президент компании «Централ Партнершип»
В течение пяти лет руководители YBW предлагали холдингу «СТС Медиа» выкупить их компанию, однако эти предложения не рассматривались холдингом. Тем самым, осенью 2017 года руководство YBW приняло решение начать партнёрство с «Газпром-медиа», в результате чего ушедшие из «Yellow, Black and White» сотрудники (более 100 человек) стали заниматься производством контента и его маркетингом для нового телеканала «Супер» в рамках эксклюзивных договоров, запрещающих сотрудничество с другими каналами. YBW заявило, что прекращает сотрудничество с «СТС Медиа», однако намерено доснять второй сезон сериала «Ивановы-Ивановы» для канала СТС. После этого СТС принял решение продолжить несколько успешных проектов YBW, передав их производство продюсерской компании Pick Up Film (ситком «Ивановы-Ивановы» начиная с третьего сезона, а также скетчком «СеняФедя» — спин-офф «Кухни» и «Отеля Элеон»).

## Digital проекты
- PLADFORM — профессиональная экосистема дистрибуции и монетизации онлайн-видео.
- Старт.ру — студия по созданию и дистрибуции русскоязычного контента во всём мире.
- Молодежь. ТВ — собственный интернет-кинотеатр.